# Немци у Казахстану
Казахстански Немци ( нем: Kasachstandeutsche  ; каз: Қазақстандық немістер    ) су национална мањина у Казахстану. Данас живе углавном у североисточном делу земље између градова Астане и Оскемена, а већином су настањени у градским насељима. 
Њихов број је у једном моменту достигао  скоро 1 милион (957 хиљада људи, по попису из 1989. године) и то непостредно пре  распада Совјетског Савеза. Међутим, већина је од тада емигрирала, углавном или у Немачку или у Русију . 

## Историја
Казахстански Немци су углавном потомци Немаца са Волге, који су депортовани у тадашњу совјетску републику Казахстан из Поволшке Немачке Аутономне Совјетске Социјалистичке Републике убрзо након инвазије нацистичке Немачке током Другог светског рата . 

### До депортације
Први Немци су се појавили на територији данашње републике Казахстан крајем 18. века.
Првим немачким селом у Казахстану сматра се Рождественскоје (Friedensfeld), основано 1885. године. Прве колоније су укључивале Мариенбург и Фриденштал. Почетком 20. века, на северу Казахстана је већ постојало на десетине немачких насеља: Александертал, Алтенау, Кенигсхоф, Пругерхоф.
Тридесетих година прошлог века Немци су почели да долазе у Казахстан из села Украјине, Крима, Волге, Лењинградске области и из Азербејџана. Углавном су то били сељаци који су депортовани услед процеса   колективизације.
У условима компактног насељавања и унутрашње самоуправе, руски Немци су опстали као народ са својом културом, обичајима и традицијом.
Међутим, све до Другог светског рата, бројна немачка села (колоније) постојала су и у европском делу СССР-а. У различитом степену очувана је препознатљива колонијална немачка култура и дијалекти који се користе у свакодневној комуникацији.
Октобра 1918. године створена је немачка радничка комуна на Волги, а 1924. године на њеној основи проглашена је Аутономна република Поволшких Немаца. Поред тога, у Украјини су формирани немачки округи и немачки сеоски савети. Али већ крајем 1920-их почеле су репресије против руских Немаца, које су у периоду 1936-1939 достигле велике размере . Колективизација је  нанела је огромну штету немачким селима, што је довело до уништења привреде, депортација, а понекад и физичког уништавања људи. Поред тога, многи Немци бивају оптужени за шпијунирање за Немачку, и као такви бивају хапшени, прогањани па чак и стрељани.

### Депортација
Депортација руских Немаца из европског дела Совјетског Савеза и са Кавказа почела је у јулу 1941. године и одвијала се у неколико етапа. У августу 1941. Немци су протерани са Кримског полуострва, а депортација је извршена под маском евакуације из опасне зоне због војних дејстава. Тада је немачко становништво депортовано из Украјине и Волге. Дана 28. августа 1941. године објављена је Уредба „О пресељавању Немаца који с у области Волге“. У овом документу, који су потписали Калињин и Горкин, стајало је: „Према поузданим информацијама, добијеним од војних власти, међу немачким становништвом које живи у области Волге има на хиљаде и десетине хиљада диверзаната и шпијуна који, на знак дат из Немачке, морају да изврше диверзије у областима насељеним Поволшким Немцима. Због тога су усвојене „казнене мере према целокупном немачком становништву Поволожја“, чиме је дат неки привид правног основа.
Места за „насељавање“ Немаца са Волге требало је да буду „области Новосибирске и Омске области, Алтајске области, Казахстана и других суседних области које су богате обрадивом земљом“. Други део руских Немаца, који је остао на територији коју је окупирао Вермахт, одведен је у Немачку и Пољску. После рата, већина њих је враћена у Совјетски Савез и такође завршила у Сибиру, Казахстану и другим местима избеглиштва, у „специјалним насељима“, под надзором НКВД-а. Према подацима , 1945-1946. године у Казахстану је живело око 530 хиљада Немаца, док их је у РСФСР, углавном у Сибиру и Алтају, било 650 хиљада, а у Киргистану и Таџикистану око 70 хиљада. Места становања Немаца у Казахстану су углавном били региони Караганда, Костанај, Целиноград, Павлодар, Семипалатинск, Кокшетау и Жамбил.
Дуго се није постављало питање повратка руских Немаца у своја некадашња места становања. Према Указу Президијума Врховног Совјета од 26. новембра 1948. Немци, попут Чечена, Калмика, Финаца и Летонаца, требало је да буду „заувек пресељени у области које су им обезбеђене“, а њихов „одлазак из места насељавања без посебне дозволе Министарства унутрашњих послова“ кажњаван је са „20 година рада“ .

### Делимична рехабилитација
Мада године 1949. настаје Демократска република Немачка, совјетски Немци скинути из "регистра специјалних насеља" тек 30. децембра 1955. Тада им је дато право да се преселе у друге делове земље, изузев у места у којима су живели пре рата. У декрету из 1955. године наглашено је да нема говора о враћању имовине Немцима, одузете током пресељења нити о њиховом повратку у места из којих су исељени.
Године 1958. у Алма-Ати је организовано радио-емитовање на немачком језику, а 1964. године, телевизијски студио Караганда је, једном месечно, почео да производи  програме на немачким језику . У Целинограду је излазио немачки лист Фројндшафт(нем. Freundschaft, од 1966)..
Даља рехабилитација руских Немаца уследила је 1964. године, када је донета Уредба од 29. августа, у којој се наводи да су „бланко оптужбе“ против  Поволошких Немаца, за подршку Трећем рајху „неосноване и да су манифестација самовоље у контексту Стаљиновог култа личности“. Уз укидање Уредбе из 1941. „О пресељавању Немаца који живе у Поволожју“, примећено је да се „немачко становништво укоренило на новом месту“, односно да нема  говора о враћању досељеника или стварању било каквих државно-административних структура.

### Покушаји стварања аутономије
У септембру 1972. године, преко 3.500 немачких Руса поново је послало петицију Москви тражећи аутономну републику у областима Волге.. Као одговор на ово, Комунистичка партија Казахстана је предузела неке мере у циљу смањења незадовољства Немаца и стварања услова за културну аутономију. Усвојено је више резолуција али жељени резултати нису постигнути. 
Стога је руководство КПСС дошло до закључка о потреби стварања немачке аутономије. У августу 1976. године група чланова Централног комитета КПСС, који су радили на овом питању, изнела је предлог да се у Казахстану формира немачка аутономна област са центром у Јерејментауу. Касније, 31. маја 1979. године, Политбиро Централног комитета КПСС усвојио је резолуцију „О формирању немачке аутономне области“, која није спроведена због протеста казахстанског становништва.
Са почетком перестројке, руски Немци су интензивирали своју борбу за обнову аутономије, пре свега за обнављањем републике на Волги. Ови покушаји су наилазили на значајне препреке, тако да ови напори не доводе до жељеног резултата. У овом периоду, значајна средства за промоцију немачке културе и језика , одваја и немачка влада.  
29. октобра 1992. године у Алма-Ати је одржан 1. Конгрес Немаца Казахстана и донета је одлука о стварању републичке јавне организације „Препород“, која ће ујединити сва регионална друштва да заступају интересе свих Немаца Казахстана. 25. јуна 1995. одржан је 2. конгрес на коме је изабран Савет Немаца Казахстана.

### Репатријација
Пад гвоздене завесе и уједињење Немачке узрокује одлив Немаца из Казахстана у њихову историјску домовину. Године 1992. Казахстан је напустило 80 хиљада Немаца, 1993. број Немаца који су отишли достигао је 100 хиљада људи, а 1994. у Немачку је отишло 120 хиљада Немаца. Тек 1997. године миграциони ток је почео да пресушује.
Током посете немачког канцелара Хелмута Кола Казахстану у мају 1997. године, Нурсултан Назарбајев, председник Републике Казахстан, истакао је велики значај, немачке дијаспоре која живи у Казахстану, за сарадњу две земље. Истовремено је позвао казахстанске Немце да не напуштају „своју домовину, Казахстан“, већ да заједно са другим народима ове земље граде бољу будућност.

## Демографија
Према попису из 1989. године, у Казахстану је живело више грађана етничког немачког порекла (957.518 или 5,8% укупног становништва) него у целој Русији, укључујући Сибир (841.295). 
Због немачког закона о праву на повратак који омогућава етничким Немцима у иностранству а који су били присилно депортовани да се врате у Немачку, Поволшки Немци су могли да емигрирају у Немачку након распада Совјетског Савеза.  Али због широко распрострањене злоупотребе система и незаинтересованости јако русификованих новопридошлих имиграната да се асимилирају, Немачка је пооштрила  политику током раног 21. века. До 2009. Русија је заменила Немачку као главна имигрантска дестинација немачких Казахстанаца.  Године 1999. у Казахстану је остао 353.441 Немац.
Један мали број Немаца се вратио у Казахстан из Немачке током последњих неколико година, због немогућности да се асимилује у немачку културну сферу. 
Већина Немаца у Казахстану говори само руски . Већина су историјски били следбеници протестантизма, али неки су римокатолици. Данас су многи, вероватно већина, нерелигиозни. Највеће концентрације Немаца у Казахстану могу се наћи дуж градова и села у северном региону, као што су Успен, Таран и Бородулиха . 
Попис становништва из 2021. открио је први пут од распада СССР-а да се етничко немачко становништво Казахстана повећало и то на 226.092 са 178.409 у 2009.